# ستيفن ر. ليوبولد
ستيفن ر. ليوبولد (بالإنجليزية: Stephen R. Leopold)‏ هو جندي وسياسي أمريكي، ولد في 19 يونيو 1944. حزبياً، نشط في الحزب الديمقراطي. وقد انتخب عضو جمعية ولاية ويسكونسن.